# Спринг Лејк (Мичиген)
Спринг Лејк (енгл. Spring Lake) град је у америчкој савезној држави Мичиген.

## Демографија
По попису из 2010. године број становника је 2.323, што је 191 (-7,6%) становника мање него 2000. године.
| Група             | 2000.         | 2010.         |
| Белци             | 2.455 (97,7%) | 2.219 (95,5%) |
| Афроамериканци    | 8 (0,3%)      | 5 (0,2%)      |
| Азијати           | 6 (0,2%)      | 6 (0,3%)      |
| Хиспаноамериканци | 33 (1,3%)     | 41 (1,8%)     |
| Укупно            | 2.514         | 2.323         |